# Сушкін Петро Петрович
Петро Петрович Сушкін (рос. Сушкин Петр Петрович) (27 січня (8 лютого) 1868 р., м. Тула — †17 вересня 1928 р., м. Кисловодськ) — російський совєцький зоолог, зоогеограф і палеонтолог, академік.

## Біографія та наукова діяльність
П. П. Сушкін народився 27 лютого 1868 р. у м. Тула (Росія). У 1885 р. закінчив Тульську класичну гімназію та був зарахований на природниче відділення фізико-математичного факультету Московського університету. Ще у студентські роки він розпочав дослідницьку діяльність під керівництвом відомого орнітолога М. О. Мензбіра. У 1889 р. після завершення університету П. П. Сушкіна залишили на кафедрі для підготовки до професорського звання. У цей період ним були здійснені ряд експедицій з метою вивчення орнітофауни — у Тульську (1892) та Уфімську (1897), Смоленську (1897) губернії, на південь Уралу (1893), у степи Киргизії (1894 і 1898 рр.), у Мінусінський край, Західні Саяни та Урянхайську землю (1902).
У 1897 р. П. П. Сушкін захистив магістерську дисертацію. Згодом був у тривалому науковому відрядженні в музеях Західної Європи, де збирав остеологічний матеріал для докторської дисертації.
У 1909 р. П. П. Сушкін був обраний професором Харківського університету. За роки роботи у Харкові (1909—1919) він не припиняв польових досліджень, пов'язаних з фауністичними дослідженнями Азії. Саме у цей період були здійснені дві великі експедиції на Алтай, який у той час був мало вивченим у фауністичному та географічному плані. Результатом цих експедицій стала двотомна монографія «Птицы Северного Алтая и прилегающих частей Северо-Западной Монголии», яка вийшла друком вже у 1938 р., після смерті автора.
У 1914 р. П. П. Сушкін захищає докторську дисертацію «К морфологи скелета птиц: 1. Сравнительная остеология дневных хищных птиц (Accipitres) и вопросы классификации. 2. Сокола и их ближайшие родственники».
У 1911—1912 рр. П. П. Сушкіна обирають товаришем (заступником) голови Харківського товариства любителів природи. З науковою метою він неодноразово відвідує Крим (1897, 1903—1908, 1910—1911 рр.). Деякий час П. П. Сушкін викладав у Таврійському університеті (Сімферополь, 1919—1920 рр.) та працював у Сімферопольському природознавчому музеї (1920—1921 рр.).
У 1921 р. П. П. Сушкін переїхав до Ленінграду, де був завідувачем відділом Зоологічного музею Академії наук СРСР, в Геологічному музеї Академії наук.
У 1923 р. був обраний академіком Академії наук СРСР.
Помер П. П. Сушкін 17 вересня 1928 р. від запалення легенів у Кисловодську, похований у Санкт-Петербурзі на Смоленському цвинтарі.

## Наукові інтереси та публікації
П. П. Сушкін був видатним орнітологом, анатомом, палеонтологом, біогеографом, лепідоптерологом, талановитим педагогом.
Він є автором 103 наукових робіт. Вони містять цінний матеріал щодо систематики, екології та географічному поширенню птахів, а також з різних питань біогеографії.
Монографії:
- Сушкин П. П. Птицы Северного Алтая и прилегающих частей Северо-Западной Монголии. — М.—Л., 1938. — Т. 1—2. 316 с. и 434 с.
- Сушкин П. П. Птицы Средней Киргизской степи // Мат. к позн. фауны и флоры Росс. Имп. — 1907. — Т. VIII. — 803 с.
- Сушкин П. П. Птицы Уфимской губернии. — М., 1897. — 331 с.